# Campeonato Mundial de Ciclismo em Pista de 1973
O LXX Campeonato Mundial de Ciclismo em Pista celebrou-se na San Sebastián (Espanha) entre 22 e 27 de agosto de 1973 baixo a organização da União Ciclista Internacional (UCI) e a Real Federação Espanhola de Ciclismo.
As competições realizaram-se no Velódromo de Anoeta da cidade basca. Ao todo disputaram-se onze provas, dez masculinas (três profissionais e seis amador) e duas femininas.

## Medalhistas

### Masculino profissional
| Evento                 | Ouro                         | Prata                       | Bronze                     |
| ---------------------- | ---------------------------- | --------------------------- | -------------------------- |
| Velocidade individual  | Robert Van Lancker · Bélgica | Giordano Turrini · Itália   | Ezio Cardi · Itália        |
| Perseguição individual | Hugh Porter · Reino Unido    | René Pijnen · Países Baixos | Ferdinand Bracke · Bélgica |
| Médio fundo            | Cees Stam · Países Baixos    | Piet de Wit · Países Baixos | Christian Raymond · França |

### Masculinoamador
| Evento                  | Ouro                                                                               | Prata                                                                      | Bronze                                                                           |
| ----------------------- | ---------------------------------------------------------------------------------- | -------------------------------------------------------------------------- | -------------------------------------------------------------------------------- |
| Velocidade individual   | Daniel Morelon · França                                                            | Anatoli Yablunovski · União Soviética                                      | Giorgio Rossi · Itália                                                           |
| Perseguição individual  | Knut Knudsen · Noruega                                                             | Herman Ponsteen · Países Baixos                                            | Rupert Kratzer · Alemanha Ocidental                                              |
| Perseguição por equipas | Alemanha Ocidental · Günther Schumacher · Peter Vonhof · Hans Lutz · Günter Haritz | Reino Unido · Michael Bennett · Richard Evans · Ian Hallam · William Moore | Países Baixos · Gerrie Fens · Peter Nieuwenhuis · Herman Ponsteen · Roy Schuiten |
| 1 km contrarrelógio     | Janusz Kierzkowski · Polónia                                                       | Eduard Rapp · União Soviética                                              | Herman Ponsteen · Países Baixos                                                  |
| Motor-paced             | Horst Gnas · Alemanha Ocidental                                                    | Rainer Podlesch · Alemanha Ocidental                                       | Gabriël Minneboo · Países Baixos                                                 |
| Tándem                  | Tchecoslováquia · Vladimír Vaičkář · Miroslav Vymazal                              | União Soviética · Viktor Kopylov · Vladimir Semenets                       | Alemanha Oriental · Hans-Jürgen Geschke · Werner Otto                            |

### Feminino
| Evento                 | Ouro                                | Prata                           | Bronze                               |
| ---------------------- | ----------------------------------- | ------------------------------- | ------------------------------------ |
| Velocidade individual  | Sheila Young · Estados Unidos       | Iva Zajíčková · Tchecoslováquia | Galina Yermolayeva · União Soviética |
| Perseguição individual | Tamara Garkushina · União Soviética | Cornelia Hage · Países Baixos   | Beryl Burton · Reino Unido           |

## Medalheiro
| #  | País               | Medalha de ouro | Medalha de prata | Medalha de bronze | Total |
| -- | ------------------ | --------------- | ---------------- | ----------------- | ----- |
| 1  | Alemanha Ocidental | 2               | 1                | 1                 | 4     |
| 2  | Países Baixos      | 1               | 4                | 3                 | 8     |
| 3  | União Soviética    | 1               | 3                | 1                 | 5     |
| 4  | Reino Unido        | 1               | 1                | 1                 | 3     |
| 5  | Tchecoslováquia    | 1               | 1                | 0                 | 2     |
| 6  | Bélgica            | 1               | 0                | 1                 | 2     |
| 6  | França             | 1               | 0                | 1                 | 2     |
| 8  | Estados Unidos     | 1               | 0                | 0                 | 1     |
| 8  | Noruega            | 1               | 0                | 0                 | 1     |
| 8  | Polónia            | 1               | 0                | 0                 | 1     |
| 11 | Itália             | 0               | 1                | 2                 | 3     |
| 12 | Alemanha Oriental  | 0               | 0                | 1                 | 1     |
|    | TOTAL              | 11              | 11               | 11                | 33    |